# Czterej Muszkieterowie

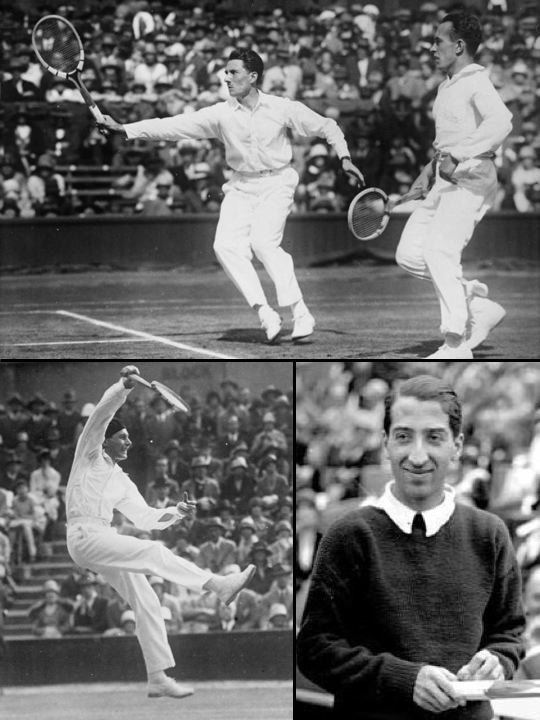
Jacques Brugnon i Henri Cochet (u góry), Jean Borotra (na dole po lewej), René Lacoste (na dole po prawej)

Czterej Muszkieterowie (fr. Les Quatre Mousquetaires) – drużyna francuskich tenisistów odnosząca znaczące sukcesy w drugiej połowie lat 20. i pierwszej połowie lat 30. XX wieku. Francuzi zwyciężyli łącznie w 18 turniejach singlowych, 14 deblowych i 10 mikstowych zaliczanych do Wielkiego Szlema, a także przez sześć lat zwyciężali w rozgrywkach o Puchar Davisa (lata 1927–1932). Ich imieniem nazwane jest główne trofeum męskie przyznawane podczas French Open.
Nazwa „Czterej Muszkieterowie” została ukuta przez amerykańskiego tenisistę Henry'ego Slocuma.

## Muszkieterowie
W skład drużyny wchodzili:
- Jean Borotra, „latający Bask” (1898–1994)
- Jacques Brugnon, „Toto” (1895–1978)
- Henri Cochet (1901–1987)
- René Lacoste, „Krokodyl” (1904–1996)

„Piątym muszkieterem” nazywany jest Pierre Gillou, kapitan francuskiej drużyny w rozgrywkach Pucharu Davisa, działacz, doradca i przyjaciel zawodników.

## Historia startów
Sukcesy Suzanne Lenglen przyczyniły się do popularyzacji tenisa we Francji. Zachęceni jej sukcesami Borotra, Cochet i Lacoste odnosili coraz większe sukcesy w singlu, zaś w deblu uzupełniał ich Brugnon. W 1925 roku przegrali w finale Pucharu Davisa z reprezentacją Stanów Zjednoczonych. Podobny los spotkał ich rok później, lecz tym razem po raz pierwszy w meczu pucharowym singla zdołali pokonać Williama Tildena. W tym samym sezonie w finale mistrzostw USA po raz pierwszy spotkało się dwóch Francuzów: Cochet pokonał wcześniej Tildena, zaś Borotra – Richardsa i Johnstona. W roku 1927 Tilden został zwyciężony przez Lacoste’a w spotkaniu finałowym międzynarodowych mistrzostw Francji oraz przez Cocheta w dramatycznym półfinale Wimbledonu. W finale Pucharu Davisa Lacoste szybko wygrał z Johnstonem, a Cochet po wymagającym pojedynku przegrał z Tildenem. Drugiego dnia Borotra i Brugnon po pięciu długich setach ulegli Tildenowi i Hunterowi. Ostatniego dnia wymęczony Tilden przegrał z Lacoste’em, a w decydującym spotkaniu Cochet zwyciężył Johnstona. Cała drużyna pokonała największego solistę, a Francja po raz pierwszy zdobyła Puchar Davisa. W latach 1928–1930 i w 1932 roku drużyna skutecznie broniła trofeum przed Amerykanami, zaś w 1931 roku w finale porażkę ponieśli Anglicy. To także mieszkańcy Wysp Brytyjskich byli tymi, którzy w 1933 roku odebrali puchar z rąk francuskich.
Francuscy zawodnicy wielokrotnie zwyciężali w zawodach wielkoszlemowych. Lacoste triumfował w singlu na Wimbledonie trzykrotnie, we French Championships i U.S. National Championships po dwa razy, a w deblu był mistrzem trzech turniejów. W latach 1923–1928 rozegrał 51 meczów w Pucharze Davisa. Cochet to czterokrotny triumfator z Paryża, dwukrotny z Wimbledonu, raz odniósł też zwycięstwo w Forest Hills; w grze podwójnej wygrywał pięć razy, a w mikście trzy razy. W latach 1922–1933 rozegrał 58 meczów pucharowych, z czego 44 zakończyły się jego wygraną. Borotra raz wygrał w Australian Championships i French Championships oraz dwa razy w Wimbledonie, a także osiągnął dziewięć zwycięstw deblowych i pięć mikstowych. Świetnie czuł się podczas gry w hali, wielokrotnie zwyciężając w mistrzostwach Francji, Wielkiej Brytanii czy Stanów Zjednoczonych. W latach 1922–1947 grał w 54 meczach w rozgrywkach drużynowych, zwyciężając 44 razy. Brugnon dziesięć razy triumfował w rozgrywkach deblowych i dwa razy w grze mieszanej, natomiast nigdy nie wygrał wielkoszlemowych zawodów singlowych. W latach 1921–1934 wystąpił w 31 deblach i 6 singlach w Pucharze Davisa.

## Dziedzictwo

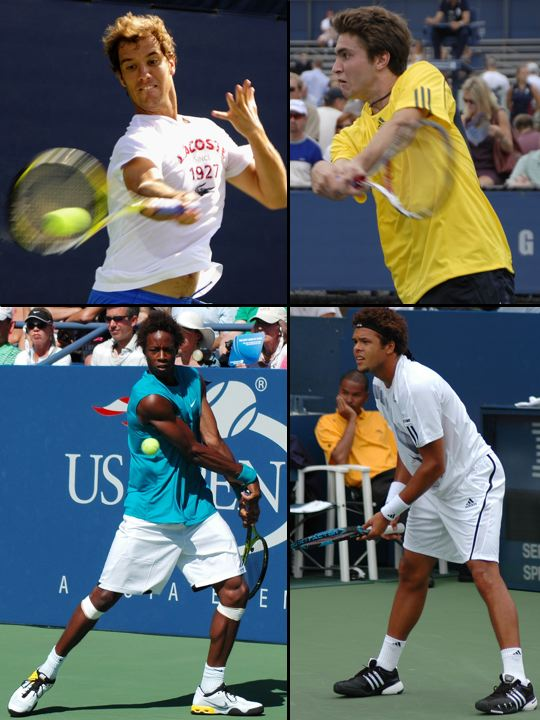
Nowi Muszkieterowie (od prawej do lewej i od góry do dołu): Gasquet, Simon, Monfils i Tsonga w latach 2008–2009

Pierwszy triumf w Pucharze Davisa wywołał euforię we Francji. Na jej podstawie postanowiono o wybudowaniu Stade Roland Garros. Miano „Pucharu Muszkieterów” (fr. Coupe des Mousquetaires) nosi trofeum przyznawane zwycięzcom gry pojedynczej mężczyzn we French Open.
Od 1926 do 1930 roku zawsze jeden z muszkieterów był klasyfikowany na pierwszym miejscu listy światowej. Ponadto w latach 1926–1927 cała czwórka znajdowała się w czołowej dziesiątce rankingu. Wszyscy zostali odznaczeni Legią Honorową i miejscem w Międzynarodowej Tenisowej Galerii Sławy.
„Nowi Muszkieterowie” (fr. Nouveaux Mousquetaires) to termin przyjęty przez prasę dla grupy francuskich tenisistów młodego pokolenia występujących na światowych kortach w XXI wieku, w skład której wchodzą: Gilles Simon, Richard Gasquet, Jo-Wilfried Tsonga i Gaël Monfils. W październiku 2008 roku po raz pierwszy od wprowadzenia komputerowych rankingów w 1973 roku czterech Francuzów znalazło się w czołowej dwudziestce światowego rankingu.